# Tadashi Satomi
Tadashi Satomi (里見直?, Satomi Tadashi; 18 maggio 1970) è un autore di videogiochi giapponese.

## Biografia
Laureato all'Università delle arti di Osaka, entra in Atlus nel 1996 come sceneggiatore per Megami Ibunroku Persona. Assieme a Kouji Okada e Kazuma Kaneko, fu uno dei creatori della serie Persona. Satomi utilizzò la psicologia analitica come base della narrazione del nuovo videogioco. Pure la sceneggiatura di Persona 2: Innocent Sin e Persona 2: Eternal Punishment, entrambi scritti da lui, adottavano elementi della psicologia junghiana. Nel 2002 sostituì Yu Godai come sceneggiatore di Digital Devil Saga. Dopo Digital Devil Saga 2, Satomi lasciò Atlus ma nonostante questo, nel 2011, lavorò come freelance ai porting per PSP della duologia di Persona 2, occupandosi degli scenari aggiuntivi. Tra il 2006 e il 2011 curò la sceneggiatura di Brave Story: New Traveler e Knights Contract. Nel 2016 ha curato gli scenari di giochi per The Caligula Effect.